# Paleoecologia

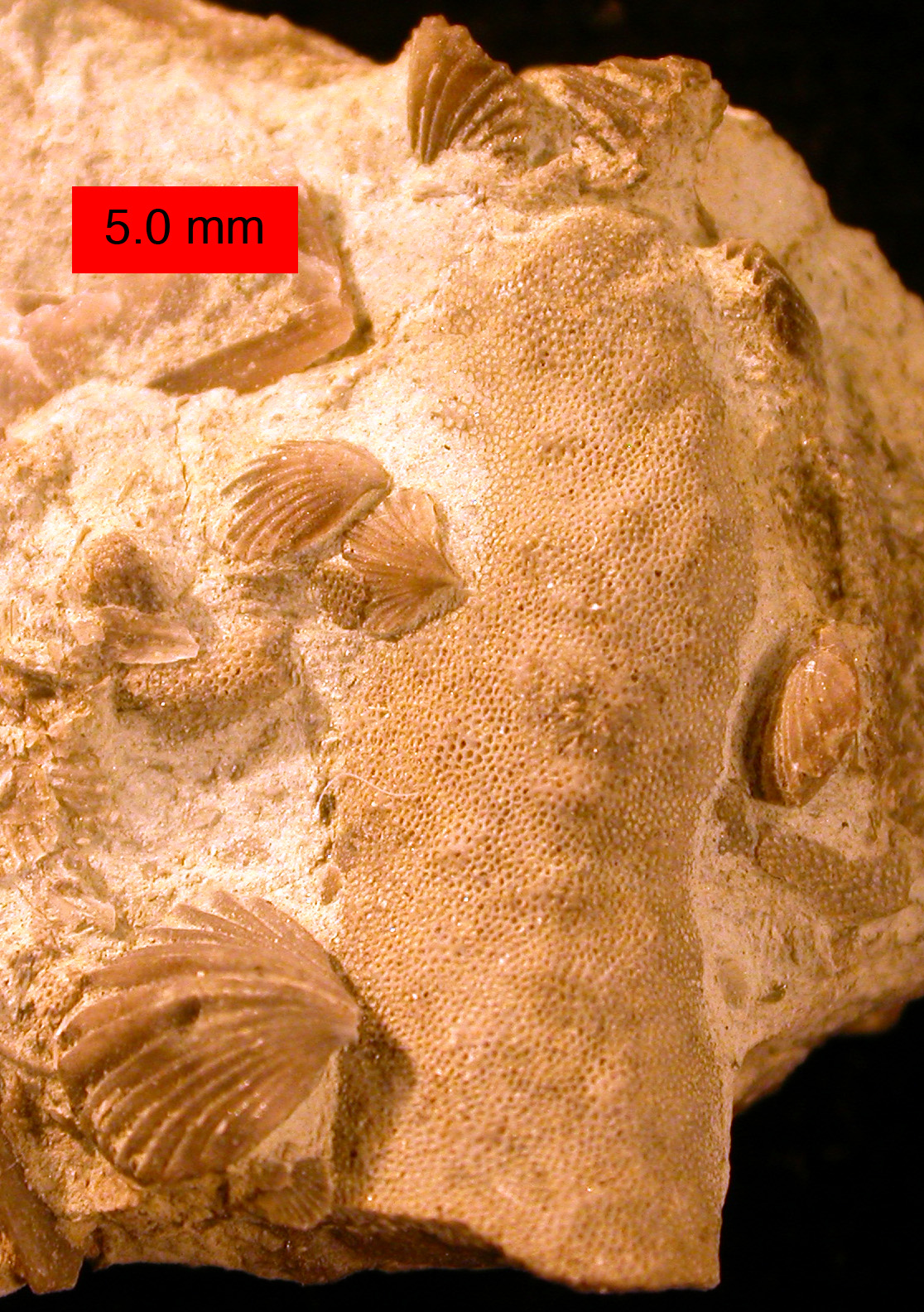
Zygospira modesta, braquiòpodes conservats en la seva posició original en l'Ordovicià d'Indiana.

La paleoecologia és una especialització de la paleontologia que utilitza dades de fòssils i subfòssils per a reconstruir els ecosistemes del passat. Inclou l'estudi d'organismes fòssils i els seus bromalits (menjar fossilitzat) i altres fòssils indicatius dels seus cicles biològics, les seves interaccions quan estaven vius amb el medi ambient natural, la manera com van morir i com van quedar enterrats. La paleoecologia vol construir el model més detallat possible de l'ambient ecològic d'aquests organismes vius que actualment es presenten com a fòssils; aquesta reconstrucció implica complexes interaccions entre factors ambientals (temperatura, aliments, grau d'il·luminació solar, etc.). Naturalment moltes d'aquestes dades complexes s'han modificat o destruït pel procés de fossilització afegint un altre nivell de complexitat a aquesta ciència.
Els factors mediambientals s'elaboren amb anàlisi estadística sobre les dades numèriques disponibles i l'estudi del procés postmortem pertany al camp de la tafonomia.
Molts estudis paleoecològics se centren en els passats dos milions d'anys (el període Quaternari), ja que els períodes més antics estan menys representats com a fòssils. Molts estudis es concentren en l'Holocè (els darrers 11.000 anys) o en el darrer estadi del Plistocè (entre 50.000 i 10.000 anys enrere). Aquests estudis són útils per entendre la dinàmica dels canvis en els ecosistemes i per a la reconstrucció dels ecosistemes preindustrials. Moltes polítiques públiques prenen com a base la paleoecologia per tal de prendre decisions en programes de conservació mediambiental.